# 後藤政志
後藤 政志（ごとう まさし、1949年 - ）は、日本の技術者。元東芝・原子炉格納容器設計者、元船舶・海洋構造物設計技師、工学博士。NPO APAST理事長、筆名柴田宏行、池田諭。

## 経歴
- 東京生まれ、静岡県富士宮市で育つ。沼津工業高等専門学校機械工学科卒業。1973年、広島大学工学部船舶工学科卒業[1]。
- 1973年から、三井海洋開発で海洋構造物を設計。
- 1989年、東芝に入社。原子炉格納容器の圧力と温度に対する強度設計を研究。2002年までに東京電力柏崎刈羽原子力発電所の3号機、6号機、中部電力浜岡原子力発電所の3号機、4号機、東北電力女川原子力発電所の3号機の設計に携わる。
- この間、原子炉格納容器の安全性は技術で担保しきれないのではとの疑念を生じるようになり、2007年7月16日の新潟県中越沖地震に伴う柏崎刈羽原子力発電所の一連の事故のときに、これは決定的にだめだ、技術者として黙ってはいられない、と思った[2]。東芝在職中、柴田宏行名で原子力技術を批判する論文を発表した[3]。
- 2009年、東芝を定年退職[4][5]。
- 芝浦工業大学、早稲田大学-東京都市大学大学院共同原子力専攻、國學院大学で非常勤講師。
- 2011年3月11日に発生した福島第一原子力発電所事故の翌日、田中三彦らとともに記者会見し、炉心溶融の危険性をいち早く指摘した[3]。以来、原子炉格納容器設計者の観点から、福島第一原子力発電所事故の分析を行っている。2011年5月23日、参議院行政監視委員会に参考人として出席。2011年11月-2012年8月、原子力安全・保安院「発電用原子炉施設の安全性に関する総合的評価（いわゆるストレステスト）に係る意見聴取会」委員を務めた[6]。
- 2012年4月、特定非営利活動法人APASTを設立した[7]。2013年4月より、原子力市民委員会委員を務める[8]。

## 論文・著作
- 共著『転換期の技術者たち―企業内からの提言』勁草書房、1989年
- 共著『老朽化する原発』原発老朽化問題研究会、原子力資料情報室刊、2005年3月
- 後藤政志, 「大規模構造物の設計とリスクを考慮した評価方法に関する研究」東京工業大学 博士論文,報告番号 乙第3809号. 2005年3月, NAID 500000334782
- 単著 『「原発をつくった」から言えること』クレヨンハウス（わが子からはじまるクレヨンハウス・ブックレット 003）、2011年
- 井野博満編、井野博満・後藤政志・瀬川嘉之著『福島原発事故はなぜ起きたか』藤原書店、2011年
- エントロピー学会編 広瀬隆・井野博満・後藤政志・黒田光太郎・崎山比早子・福本敬夫・山田國廣・菅井益郎・室田武・三輪大介 著『原発廃炉に向けて: 福島原発同時多発事故の原因と影響を総合的に考える』日本評論社 2011年8月 ISBN 978-4535586000